# Андрущенко Ніна Іллівна
Ні́на І́ллівна Слободенюк, у шлюбі Андру́щенко, псевдо: «Синичка» (нар. 8 квітня 1919, с. Великі Дедеркали, нині Шумський район, Тернопільська область — пом. 31 січня 2006, там само) — учасниця національно-визвольних змагань, зв'язкова ОУН (1941), медсестра УПА.

## Життєпис
У сім'ї була найстаршою серед п'яти дітей. Після закінчення 7 класів працювала у своєму господарстві, співала в церковному хорі, була учасницею художньої самодіяльності, пройшла курси кулінарії, крою і шиття.
У квітні 1939 року відкрилися курси Польського Червоного Хреста, де почала здобувати медичні знання. Того ж року почала навчатися у Кременецькій фельдшерсько-акушерській школі. Кілька місяців працювала в піонерському таборі в с. Биківці.
Восени 1941 року вступила в місцевий осередок ОУН і була зв'язковою в селах Садки, Шкроботівка, Мізюринці та Загайці. В 1942 році разом з іншими дівчатами вела двотижневий вишкіл першої допомоги пораненим у с. Татаринці.
Від початку березня до кінця квітня 1943 року кочувала по селах Сошище, Забара, Антонівці, хуторах Залісеччина, Підсоснівки, Підтрійця, опісля переведена в табір «Південь», де командиром був «Крук», заступником «Кропива». Невдовзі за наказом відбула з «Наталкою» на Київщину в «Бабин Яр». Під Славутою мали стоянку в лісі, де під вечір зазнали нападу німців. Після бою змушені були вернутися в табір.
У двадцятих числах серпня 1943 з табору евакуювали поранених у ліс у бік Дубно, де не раз потрапляли під обстріли німців. Наприкінці листопада повернулася в табір в Антонівці, де продовжувала лікувати хворих повстанців, заразилася тифом. Перебувала деякий час в одному із сіл в хаті.
Після війни під час виконання завдання в селі Стіжок 1946 заарештована органами НКДБ. Відвезли в Шумськ, де її видала дівчина-зрадниця. Посадили «Синичку» в одиночку камеру, почалися слідства і знущання. Після катувань, щоб не видати товаришів, вчинила спробу самогубства, для чого використала дві шпильки. На диво всім — вижила, а голка залишилася в серці, що описано у книжці «Труды врачей города Норильска» (1966). Засуджена на 10 років ув'язнення і 5 років позбавлення в правах.
Покарання відбувала у м. Норильську (нині РФ). Працювала на будові залізниці. Там зустріла колишнього військовополоненого Івана Андрущенка з Житомирщини, який теж відбував 10-річний термін. Коли вони відбули свій термін покарання, вирішили побратися. Через рік, попри всі застереження лікарів, Ніна народила доньку Надію, а через п'ять років і сина В'ячеслава.
1968 повернулася в родинне село. Стан здоров'я не дозволяв їй працювати. У 1984 році помер чоловік. 
Ніна Андрущенко загинула від нещасливого випадку 31 січня 2006 року.